# Rallicula forbesi
La rallina di Forbes o rallina castana di Forbes (Rallicula forbesi Sharpe, 1887) è un uccello della famiglia dei Sarotruridi originario della Nuova Guinea.

## Tassonomia
Attualmente vengono riconosciute quattro sottospecie di rallina di Forbes:
- R. f. steini Rothschild, 1934 (dai monti Weyland ai monti Bismarck, nella Nuova Guinea centrale);
- R. f. parva Pratt, 1982 (monte Mengam, nella catena dei monti Adelbert, nella Nuova Guinea centro-settentrionale);
- R. f. dryas Mayr, 1931 (monti Saruwaged, nella penisola di Huon, nella Nuova Guinea nord-orientale);
- R. f. forbesi Sharpe, 1887 (dai monti Herzog ai monti Owen Stanley, nella Nuova Guinea sud-orientale).

## Descrizione
La rallina di Forbes misura 20–25 cm di lunghezza. Il maschio ha testa, collo, regione superiore del dorso, petto, parte alta dei fianchi e dell'addome di colore castano; sulla groppa e sulle ali questa tinta diviene gradualmente marrone-nerastra scura (o marrone-oliva scura con sottili vermicolature bianche in R. f. parva); le copritrici caudali e la coda sono castane con sottili barre nerastre; la parte bassa dei fianchi e dell'addome, così come il sottocoda, è marrone scura o nerastra, con sottili barre bruno-rossastre dai margini neri. L'iride è marrone-dorata, il becco marrone scuro e le zampe e i piedi nero-brunastri. La femmina presenta una serie di macchie color camoscio dai margini neri che spiccano sulle aree marrone scuro o nere delle regioni superiori. Gli esemplari immaturi hanno la colorazione nera delle aree superiori sostituita da una marrone scura; sotto sono castani o marrone-grigiastri, rigati di nero dalla parte bassa dei fianchi al sottocoda; hanno il becco nero con la punta grigia. I nidiacei sono simili agli immaturi e presentano delle sottili strie nere sulle regioni inferiori.

## Distribuzione e habitat
La rallina di Forbes vive nelle foreste che si sviluppano sulle catene montuose della Nuova Guinea centrale e orientale. Nella regione orientale è piuttosto comune, ma è abbastanza rara in quella occidentale, dove il suo areale si sovrappone a quello della rallina castana (Rallicula rubra). Di abitudini terricole, si incontra tra i 1100 e i 3000 m di quota; ove è presente anche la rallina castana, quella di Forbes è più numerosa ad altitudini minori.

## Biologia
Generalmente molto timida e riservata, la rallina di Forbes, quando è allarmata, agita la coda e inizia a squittire in modo simile a un topo. Vive da sola o in piccoli gruppi, composti anche da 3-7 esemplari. La dieta comprende generalmente insetti e altri piccoli invertebrati, ma anche una minore quantità di semi. Nelle regioni orientali dell'areale la nidificazione avviene in novembre. La femmina depone 4-5 uova bianche in un nido costruito sul terreno o tra le felci arboree del genere Microsorium.